# Ghazāzān
Ghazāzān (persiska: كَزّازان, كَزازان, غزازان) är en ort i Iran.   Den ligger i provinsen Semnan, i den nordöstra delen av landet, 400 km öster om huvudstaden Teheran. Ghazāzān ligger 975 meter över havet och antalet invånare är 368.
Terrängen runt Ghazāzān är platt. Runt Ghazāzān är det mycket glesbefolkat, med 5 invånare per kvadratkilometer. Närmaste större samhälle är Khānkhowdī, 14,2 km söder om Ghazāzān. Trakten runt Ghazāzān är ofruktbar med lite eller ingen växtlighet.